# Partito Unico Nazionale dei Lavoratori
Il Partito Unico Nazionale dei Lavoratori (in spagnolo Partido Único Nacional de los Trabajadores, PUNT) fu l'unico partito legale in Guinea Equatoriale tra il 1970 e il 1979, durante la dittatura di Francisco Macías Nguema.